# Samuel Wallis
Samuel Wallis (Camelford, 23. travnja 1728. – London, 21. ožujka 1795.), engleski pomorac i istraživač koji je oplovio svijet.
Godine 1766. dobio je zapovjedništvo nad brodom Dolphin kojim je uz pratnju broda Swallow pod zapovjedništvom Philipa Cartereta oplovio svijet. Dva su se broda rastala u Magellanovu prolazu. Wallisov je nastavio putovati u Tihom oceanu. Dana 25. lipnja 1767. brod Dolphin pristao je na obalu Tahitija. Wallis je bio bolestan i odlučio ostati u kabini, pa je prvi Europljanin koji je kročio na tlo Tahitija drugi poručnik broda Tobias Furneaux, koji je i zauzeo otok za Englesku. Brod je nastavio prema Bataviji (Džakarti) gdje su mnogi članovi posade umrli od dizenterije. Preko Rta dobre nade Wallis i preživjeli članovi posade stigli su u Englesku 1768. godine. On je bio u mogućnosti dati Jamesu Cooku korisne podatke pred njegovo drugo putovanje koje će započeti u studenom 1771. Neki od članova posade broda Dolphin isplovili su s Cookom. Godine 1780. Wallis je imenovan povjerenikom mornarice. Polinezijsko otočje Wallis i Futuna nazvano je u njegovu čast.